# Zemljevid
Zemljevid ali geografska karta je tloris zemljišča oziroma zemeljskega površja v pomanjšani obliki, pri čemer večje objekte ponazarja s pomočjo posebnih signatur, pogojnih znakov oziroma simbolov, ki so razloženi v legendi. Sodobni zemljevid prikazuje zemeljsko površino in položaj, razmestitev različnih naravnih, ekonomskih in družbenih pojavov. To so lahko: podnebje, geološka sestava tal, rastlinski svet, poseljenost, gospodarska dejavnost in drugo. Zemljevid prikaže razpored in medsebojno povezanost različnih naravnih in družbenih pojavov. Današnji zemljevidi so zelo raznovrstni glede na uporabljeno kartografsko projekcijo, merilo, namen in vsebino, videz in način izdelave, način uporabe in podobno.
Z izdelovanjem zemljevidov se ukvarja kartografija. Zemljevide pogosto združimo v atlas.

## Razvrstitev zemljevidov
Neke stalne in enotne razvrstitve zemljevidov ni. Prvi poizkus razvrstitve zemljevidov je v začetku 18. stoletja predlagal nemški geograf Gregorius (leta 1713). Predlagal je razdelitev v štiri skupine:
- posebni zemljevidi, merilo 1:200.000 do 1:500.000,
- splošni zemljevidi, merilo 1:1.000.000 in manj,
- strogo posebni zemljevidi, merilo 1:20.000 do 100.000,
- delni zemljevidi, so nekje med posebnimi in splošnimi zemljevidi.

Leta 1799 pa je nemški geodet Johann Georg Lehman (1765-1811) zemljevide razdelil še bolj podrobno:
- strogo topografski zemljevidi,
- topografski zemljevid,
- posebni zemljevid,
- splošni zemljevid,
- ekonomski zemljevid.

Kadar zemljevid predstavlja katerokoli posebno kategorijo, mora dobiti ime po namenu, denimo:
- hidrografski zemljevid,
- geološki zemljevid,
- rudarski zemljevid,
- gozdarski zemljevid,
- kmetijski zemljevid.

Razvoj znanosti in tehnike je pogojeval vse večjo razločevanje zemljevidov, kar je seveda vplivalo na njihovo razvrstitev, ki je postala vse bolj znanstvena, dosledna, razvejana in raztegljiva. Osnovni geografski činitelji, ki pogojujejo sodobno razvrstitev, so:
- velikost področja, ki ga zemljevid zajema,
- razmerje zemljevida,
- vsebina in namen zemljevida,
- način uporabe in izdelava zemljevida,
- čas in kraj izdaje zemljevida itd...

Ena od novejših razvrstitev zemljevidov je razvrstitev z ozirom na značilno vsebino:
- zemljevidi sveta, na katerih je zemeljska površina predstavljena v celoti,
- zemljevidi celin in oceanov,
- zemljevidi skupin držav,
- zemljevidi posameznih držav in posamičnih njihovih delov.

Vedno več je tudi posebnih zemljevidov, kot so:
- zemljevidi naravnih pojavov (npr. cunamijev),
- zemljevidi socialno-ekonomskih pojavov,
- zemljevidi socialno-geografskih pojavov.

Posebno skupino predstavljajo »tehnični zemljevidi«, to so:
- vojaški zemljevidi,
- pomorski zemljevidi,
- aeronavigacijski zemljevidi,
- zemljevidi transporta,
- turistični zemljevidi,
- šolski zemljevidi.

Fizično geografski zemljevidi:
- seizmološki,
- zemeljskega magnetnega polja,
- vulkanološki,
- gravimetrijski,

Geološki zemljevidi:
- splošno-geološki,
- litološki,
- petrografski,
- tektonski,
- rudnih bogastev,

Reljefni zemljevidi:
- geomorfološki,
- hipsometrijski,

Hidrološki zemljevidi:
- oceanov in morij,
- rek in jezer,

Agronomski zemljevidi:
- pedološki,
- bonitetski,

Fitogeografski zemljevidi:
- flore,
- geo-botanike,

Zoogeografski zemljevidi.
Socialno-ekonomski zemljevidi:
- splošno-ekonomski,
- posameznih vej gospodarstva,
- naseljenosti,
- politično-administrativni,
- zgodovinski.

Po načinu uporabe ločimo:
- zidne zemljevide,
- namizne zemljevide,
- zemljevide atlase.

Po načinu izdelave ločimo:
- enobarvne zemljevide,
- večbarvne zemljevide,
- enosekcijske (na enem listu),
- večsekcijske (na več listih).

Zaključimo lahko, da neka dokončna razvrstitev zemljevidov ne obstaja.

## Vojaški zemljevidi
Spadajo v vrsto posebnih zemljevidov za uporabo kopenskih, pomorskih in letalskih vojaških enot. Njihov osnovni namen je omogočiti hitro in lahko orientacijo, točno določanje razdalj, višin in nagibov terena. Odvisno od namena in merila pa se delijo na:
- taktične zemljevide, za proučevanje zemljišča, kjer se v vojni dogajajo bojno-taktični dogodki. Ti zemljevidi so običajno izdelani v merilu 1:25000 in 1:50000,
- operativne zemljevide, ki so običajno izdelani v merilu 1:200000 do 1:500000 in so namenjeni za potrebe večjih vojaških formacij, za njihovo koncentracijo, razvoj in manevriranje na bojišču, za ureditev zaledja, transporta, službe vez in za izvajanje operacij večjega obsega.
- strateške zemljevide, ki so izdelani v še večjih razmerjih in se uporabljajo za opazovanje problemov na celotnem bojišču, za manevriranje in razvoj večjih vojaških enot ali armad, skupin armad in front.

Vojaški zemljevidi so običajno najnatančnejši sodobni topografski zemljevidi.
- meteorološki zemljevid ali meteorološka karta je najbolj pogosto izdelan zemljevid,ki se izdela za dnevne,včasih pa tudi za urne napovedi vremena.Danes je to računalniško izdelan zemljevid ali karta na osnovi podatkov,ki jih posredujejo umetni sateliti na Zemljo.

## Osnovni elementi zemljevida
Osnovni elementi zemljevida ali (geografske karte) so pri proučevanju in uporabi sodobnih raznovrstnih zemljevidov zelo pomembni. Ti elementi se delijo v dve skupini in sicer tvorijo v prvi :
- - matematične elemente, ti so;
- okvir zemljevida,
- razmerje,
- kartografska projekcija,
- kartografska mreža,
- osnovne točke-triangulacijske,

in v drugi :
- - geografski elementi, ti so:
- hidrografija,
- relief,
- tla in vegetacija,
- naselja,
- komunikacije,
- administrativno politični elementi-meje,
- gospodarski elementi,
- kulturni elementi,

Vsak zemljevid vsebuje vse matematične elemente, ostale elemente pa lahko samo tiste, ki jih želi izpostavit, ti elementi bodo predstavljali vsebino zemljevida.

## Zavajajoči zemljevidi
Zemljevidi so bili skozi celotno zgodovino vedno sredstvo politike in vojske za zavajanje sovražnika. Najbolj znan uporabe nenatančnih zemljevidov se je dogajal v času Nemške demokratične republike, ko so zahodni del Berlina risali kot belo liso, pa tudi sicer so ceste in ostalo infrastrukturo načrtno risali nekaj kilometrov vstran.